# Macheiramphus alcinus
Il nibbio dei pipistrelli (Macheiramphus alcinus Bonaparte, 1850) è un rapace di media taglia appartenente alla famiglia Accipitridae, unica specie del genere Macheiramphus. La specie è largamente diffusa nella fascia tropicale africana, asiatica e oceaniana.

## Descrizione
È un uccello da preda di taglia media, dal corpo slanciato e dal piumaggio bicolore: marrone scuro o nero sul dorso, bianco sul petto, sulla gola e attorno agli occhi (che sono particolarmente grandi). Il becco è piccolo, ma l'apertura boccale è piuttosto estesa e gli permette di inghiottire intera la preda.

## Biologia
Di abitudini crepuscolari, si nutre prevalentemente di pipistrelli, piccoli uccelli (passeriformi, apodidi, caprimulgidi), insetti.

## Distribuzione e habitat
Il suo esteso areale comprende gran parte dell'Africa sub-sahariana, Madagascar, sud-est asiatico, Malaysia, Indonesia e Nuova Guinea sud-orientale. Si stima che la popolazione globale sia compresa tra i 1 000 e i 10 000 esemplari, di cui 670 - 6 700 in età di riproduzione.

## Conservazione
Secondo lo IUCN, la sua popolazione, seppure non numerosa, appare relativamente stabile; questa situazione, assieme all'esteso areale, mantiene la specie al di sopra della soglia di vulnerabilità. Il suo stato di conservazione non desta, pertanto, particolari preoccupazioni.